# أيلبي سميث
أيلبي سميث هي أكاديمية إيرلندية، وناشطة في الحقوق النسوية وحقوق مجتمع الميم. كانت المديرة المؤسسة لمركز التعليم والموارد والبحوث النسائية (WERRC)، كلية دبلن الجامعية (UCD).

## التعليم والأكاديمي الوظيفي
تلقت أيلبي سميث شهادة البكالوريوس في اللغة الإنجليزية والفرنسية في عام 1966، ثم شهادة الماجستير في عام 1968 من كلية دبلن الجامعية. بدأت كمحاضرة في القسم الفرنسي في سن ال 21. خلال هذا الوقت أصبحت أكثر إدراكاً بشكل متزايد وبدأت بعد الحركة النسائية العالمية التي قادتها إلى إنشاء منتدى الدراسة النسائي في بداية الثمانينات. كان هذا الفضاء حيث تجمعت النساء لمناقشة القضايا التي تؤثر عليها بما في ذلك: العمل والجنس والعلاقات ورعاية الأطفال والتمييز والعنف. كانت هذه المجموعة النقاشية تتميز بروح ثقافية قوية ودعت النساء الكاتبات والشاعرات والفنانات إلى المجيء والحديث عن المشاريع المثيرة للاهتمام التي شاركت فيها في ذلك الوقت. في عام 1990 بدأت أيلبي سميث قسم دراسات المرأة في كلية دبلن الجامعية حيث بقيت حتى عام 2006.

## نشاطات
بدأت أيلبي سميث مشاركتها في النشاطات في السبعينيات بينما كانت طالبة كجزء من حركة تحرير المرأة.
في عام 1990 أنشأت مركز التعليم والبحث والموارد النسائي (WERRC) في كلية دبلن الجامعية وكان رأس دراسات المرأة من 1990 إلى 2006.
تعمل أيلبي الآن بشكل مستقل كمستشارة وناشطة.
كانت سميث مديراً مشاركاً للجماعات الجديدة لحملة الاستفتاء الوطنية بشأن الإجهاض والمتحدثين ورجال التحالف لإلغاء التعديل الثامن. وهي أيضا عضو مؤسس في مساواة الزواج، المنتدى النسوي المفتوح، منظم للعمل للاختيار، عضو مجلس إدارة المساواة وحلف الحقوق.
ترأس الاتحاد الوطني للمثليين LGBT منذ أكثر من 10 سنوات، وفي عام 2015 تلقت جائزة «إنجاز مدى الحياة» في حفل توزيع جوائز GALAS و Ireland's LGBTQ.
في عام 2019 تم تسمية سميث من قبل تايم 100 كواحدة من الأشخاص الأكثر نفوذا إلى جانب المديرين المشاركين الآخرين معا من أجل نعم، غرينني غريفين وأورلا أوكونور، تقديرا لأدوارهم داخل الحملة لإضفاء الشرعية على الإجهاض في أيرلندا.
تم ترشيح أيلبي مرتين من قبل وزير التعليم للعمل في مجلس هيئة التعليم العالي، وقد عملت أيضاً كإدارية في المكتبة الوطنية لأيرلندا.
تشغل أيلبي حاليا كرسياً بخدمات إدمان نجمة Ballyfermot وكذلك من المساعدات النسائية. وهي عضو في مجلس إدارة العصر.